# Ramnäs församling
Ramnäs församling var en församling som utgjorde ett eget pastorat i Södra Västmanlands kontrakt i Västerås stift i Svenska kyrkan. Församlingen låg i Surahammars kommun i Västmanlands län. Församlingen uppgick 2014 i Sura-Ramnäs församling.

## Administrativ historik
Ramnäs församling har medeltida ursprung. Församlingen var till 1 maj 1920 moderförsamling i pastoratet Ramnäs och Sura, för att därefter till 2014 utgöra ett eget pastorat.
Församlingen uppgick 2014 i Sura-Ramnäs församling.

## Organister och klockare i Ramnäs kyrka[3]
| Ämbetstid | Namn                 | Levnadstid | Övrigt |
| --------- | -------------------- | ---------- | --- |
| 1697-1721 | Erik Hansson         |            | Klockare |
| 1707-1765 | Petter Arnberg       | 1678-1765  | Klockare och organist. Den första organisten i församlingen var Petter Arnberg som hade varit organist här i 57 år. |
| 1722-1732 | Pehr Jöransson       |            | Klockare |
| 1765-1792 | Petter Enberg        | 1736-1792  | Klockare och organist.                                                                                              |
| 1793-1805 | Pehr Wigsell         | 1760-1803  | Organist. |
| 1805-1812 | Lars Nordwall        | 1785-1812  | Organist. |
| 1812-1837 | Lars Petter Nyström  | 1792-1837  | Organist. |
| 1839-1881 | Per Niklas Rundquist | 1811-1881  | Organist. |
| 1856-1875 | Fredrik Pettersson   | 1830-      | Organist. |
| 1878-1914 | Axel Herman Rindfors | 1850-1939  | Organist. |
| 1914-1950 | Edvard Malmgård      | 1887-      | Organist. |
| 1951-     | Bengt Skogö          | 1921-      | Organist. |

## Organister i Virsbo kyrka[5]
| Ämbetstid | Namn                 | Levnadstid |
| --------- | -------------------- | ---------- |
| 1937-1953 | Nils Karlsson        | 1882-      |
| 1953-     | Sven Oskar Dahlström | 1904-      |

## Kyrkor
- Ramnäs kyrka
- Virsbo kyrka